# Thomas Drummond
För andra betydelser, se Thomas Drummond (olika betydelser).

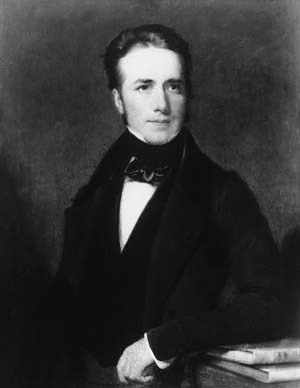
Thomas Drummond, oljemålning av Henry William Pickersgill.

Thomas Drummond, född 10 oktober 1797 i Edinburgh, död 15 april 1840, var en brittisk uppfinnare och administratör.
Drummond uppfann som officer i brittiska ingenjörskåren 1825 det så kallade Drummonds kalkljus i samband med sitt arbete med triangelmätningar. Drummonds kalkljus består av en ljuskälla bestående av en låga i knallgas som riktas mot en cylinder av kalk, krita eller magnesium, som därigenom börjar glöda och ger ett intensivt, vitt ljus. 
Drummond blev 1831 bekant med Henry Brougham, infördes av denne i inflytelserika whigkretsar och ägnade sig sedan helt åt politiken.  År 1835 blev han understatssekreterare för Irland och var därefter till sin död öns verklige styresman. Han omorganiserade Dublins förut eländiga polisväsen, bröt Oranienordens laglösa godtycke i Ulster, styrde med opartisk rättvisa, inskärpte hos godsägarna, att "egendom medför sina förpliktelser lika väl som sina rättigheter" och lyckades förmå Daniel O'Connell att inställa sin häftiga "repeal-agitation" (för upplösning av unionen med Storbritannien).